# Ommatius pillaii
Ommatius pillaii är en tvåvingeart som beskrevs av Joseph och Parui 1986. Ommatius pillaii ingår i släktet Ommatius och familjen rovflugor. Inga underarter finns listade i Catalogue of Life.